# Oude Rooms-Katholieke Begraafplaats Bussum
De Oude Rooms-Katholieke begraafplaats van Bussum is een begraafplaats uit 1822, gelegen aan de Nieuwe Hilversumseweg 57 in toentertijd gemeente Bussum, nu gemeente Gooise Meren en is als geheel met beheerderswoning en grafmonumenten, inclusief toegangshek met de pijlers een gemeentelijk monument.

## Geschiedenis
In het toentertijd katholieke Bussum was dit de eerste begraafplaats aldaar. Het werd gesticht door de Sint-Vitusparochie. In een latere fase is aan dezelfde weg, aan de overkant, een nieuwe begraafplaats gekomen die onderverdeeld is in een Algemene gedeelte en een Rooms-Katholieke gedeelte.

## Ontwerp
Het ontwerp zou geïnspireerd zijn door het werk van de 17e-eeuwse Franse tuinarchitect André le Nôtre, met rechte lanen en paden. In het midden van de begraafplaats ligt een grafkelder: het priestergraf met een Piëta (Maria met gestorven Jezus).

## Status
Op deze begraafplaats is er door ruimtegebrek nog beperkt een aantal particuliere graven beschikbaar voor uitgifte. 
Het onderhoud van de begraafplaats wordt sinds 2002 door vrijwilligers van de Stichting tot behoud van de oude Rooms-Katholieke Begraafplaats Bussum gedaan.

## Bekende personen
Op de begraafplaats zijn een aantal bekende Bussumers begraven waaronderː
- familie Bensdorp
- familie Biegel
- Anton Dreesmann
- Frederik van Eeden
- familie Vroom

## Oorlogsgraven
Op het kerkhof liggen ook een aantal oorlogsgraven, van burgers die overleden zijn tijdens de Tweede Wereldoorlog.

## Afbeeldingen

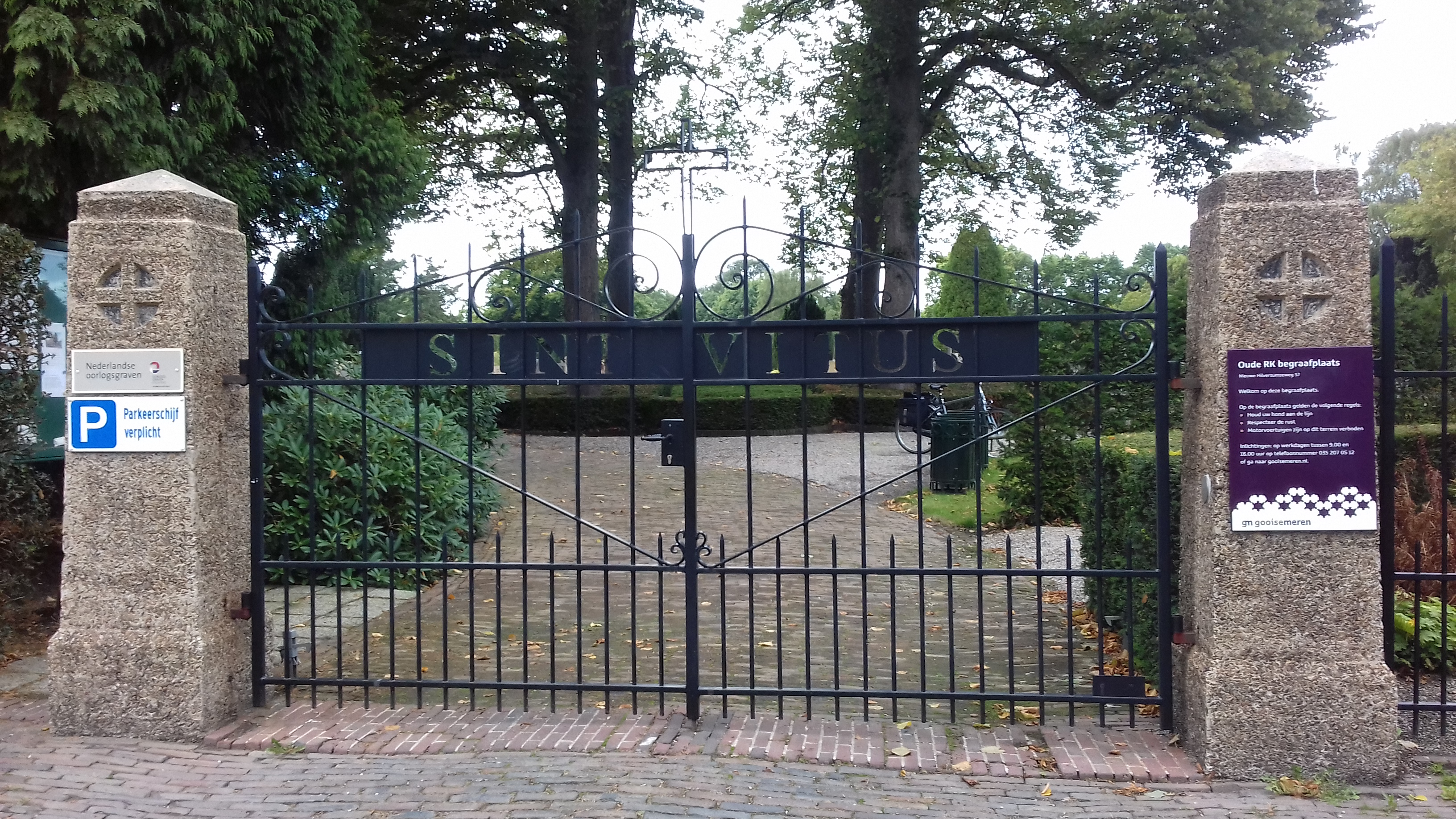
Ingang Oude RK Begraafplaats Bussum
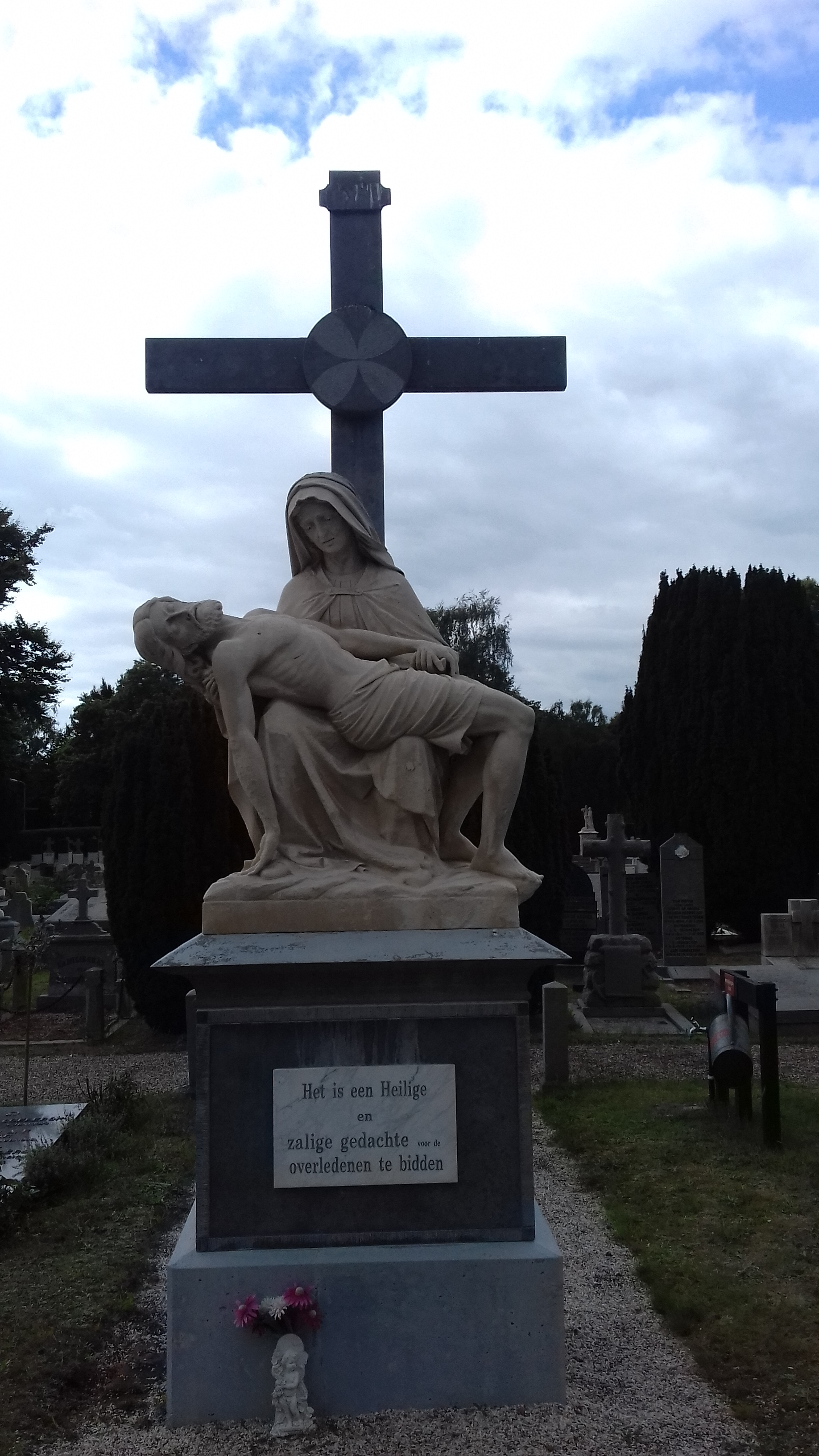
Maria met Christus beeld, Oude RK begraafplaats Bussum
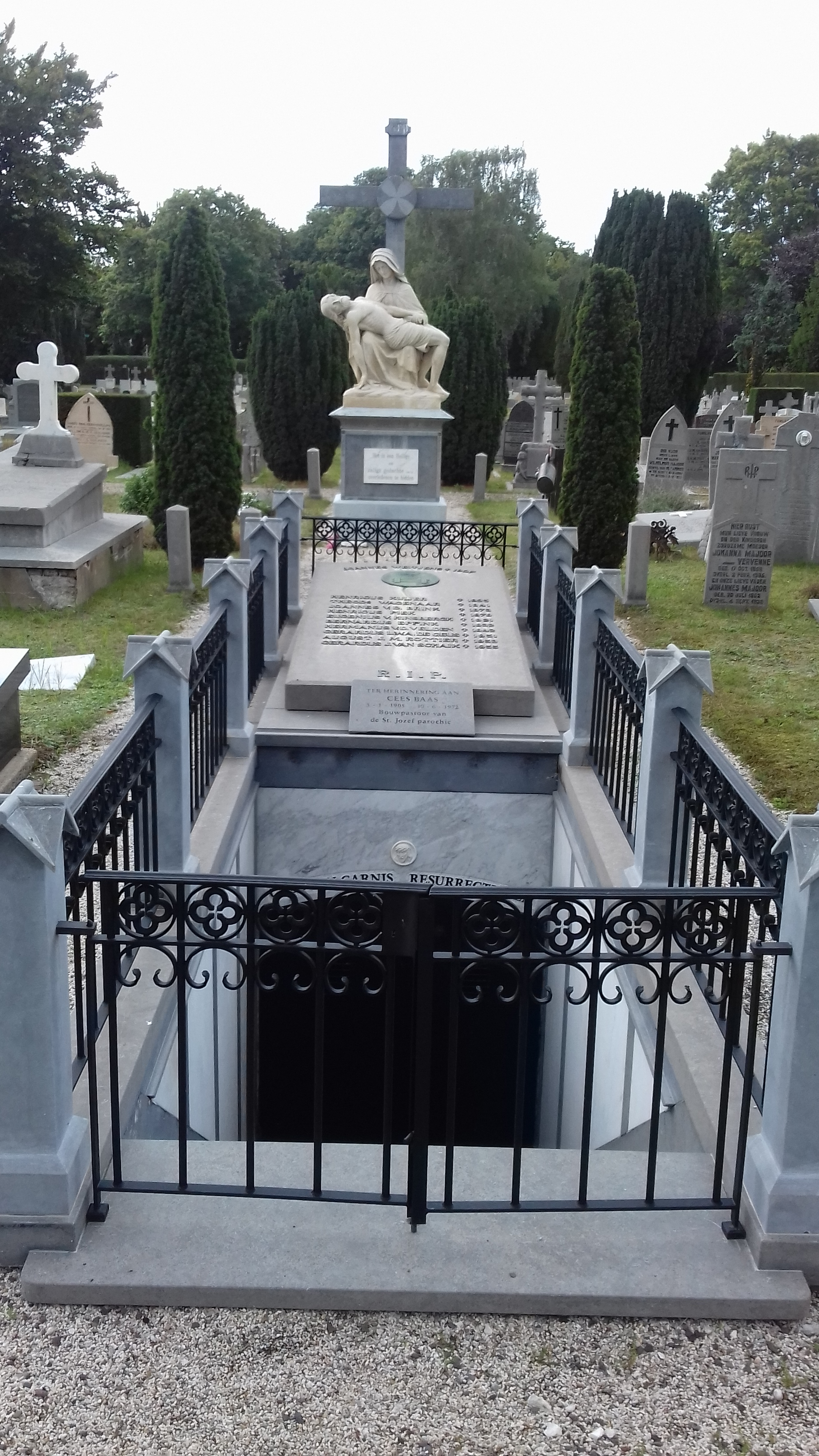
Priester graven, Oude RK begraafplaats Bussum
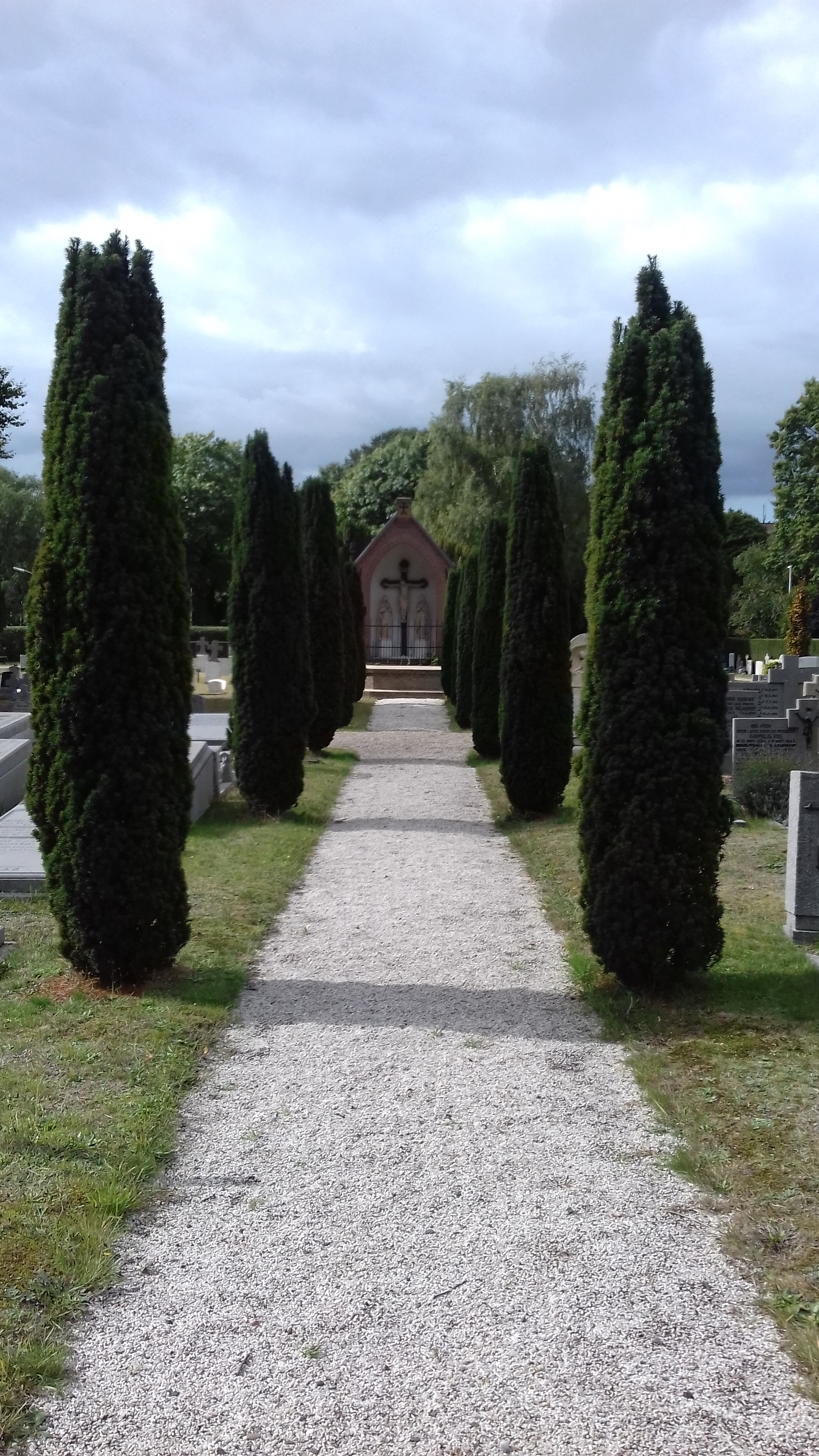
Middenlaan, Oude RK begraafplaats Bussum
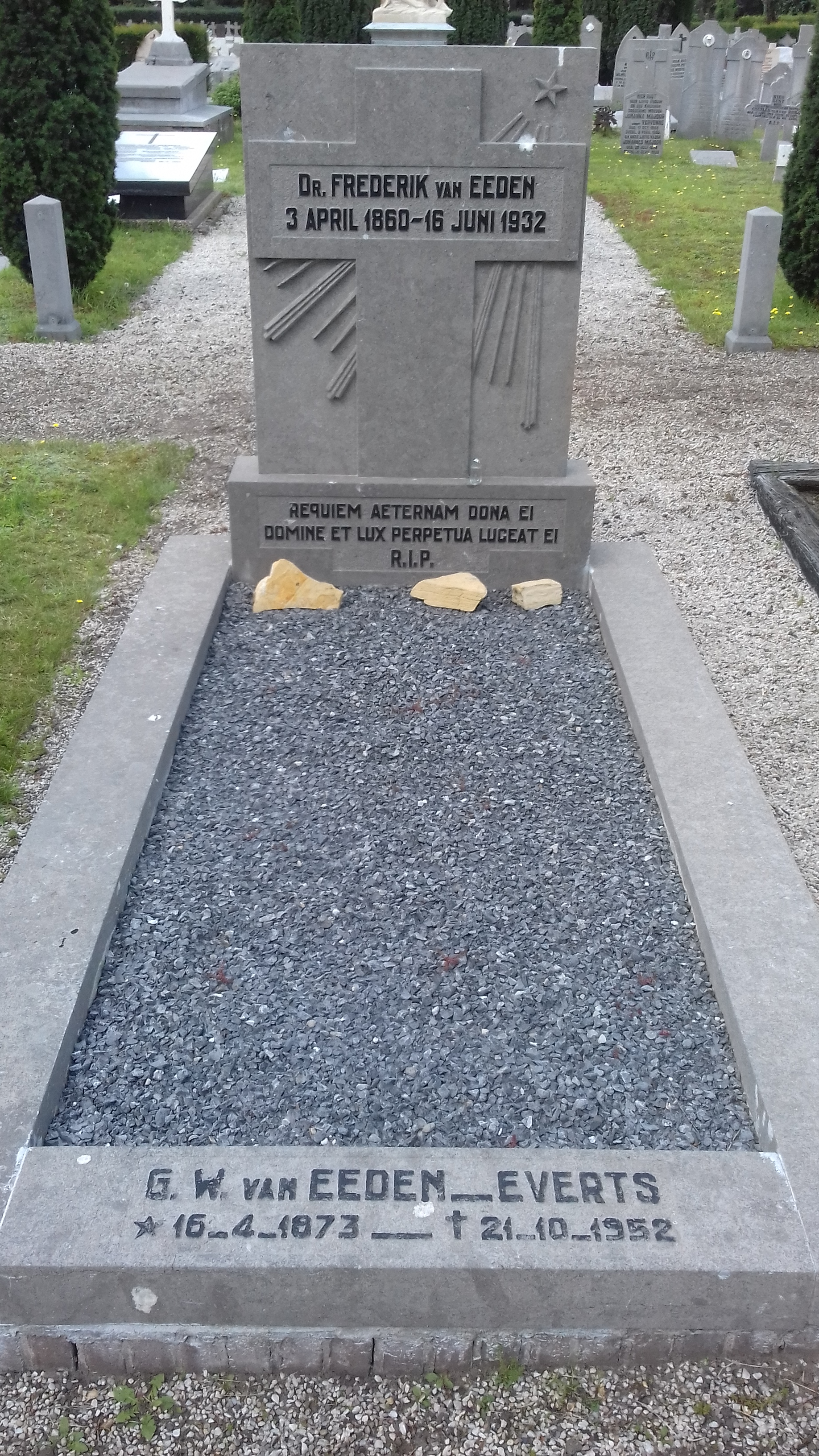
Graf, Frederik van Eeden
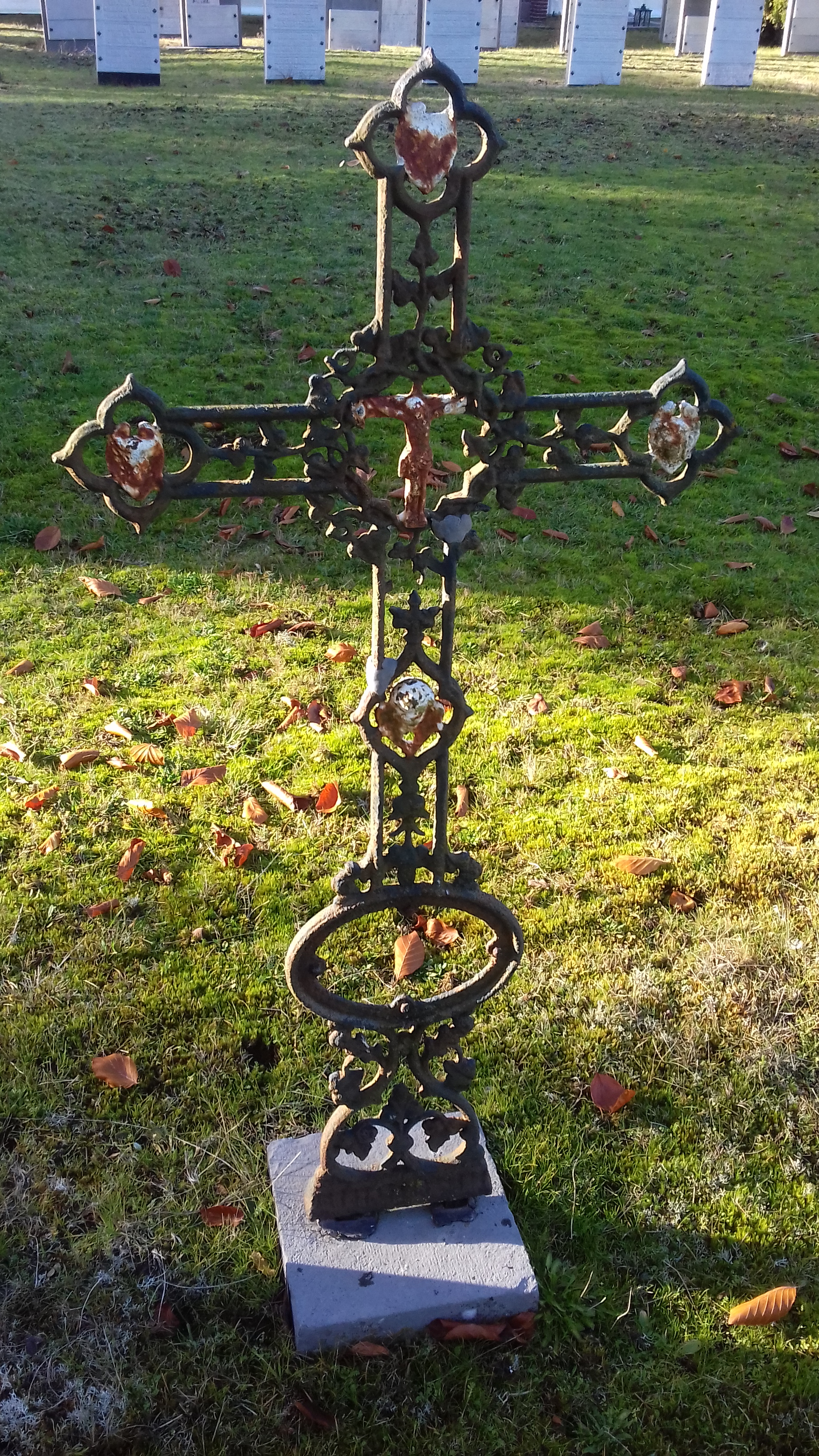
grafmonument